# Colón (Panama)
Colón is een havenstad en gemeente (in Panama un distrito genoemd) aan de Caribische kust van Panama. Het is de hoofdstad van de gelijknamige provincie. De meeste inwoners van deze provincie wonen in de stad Colón (234.000). De stad was tot 2000 de derde stad van het land na de hoofdstad Panama-Stad en San Miguelito, maar door economische teruggang is het die positie kwijtgeraakt aan Arraiján. Het economisch belang van Colón voor het land is nog steeds groot, door de vrijhandelszone van Colón die per 1953 operationeel werd. Bovendien is het een belangrijke havenstad, dicht bij het Panamakanaal.
De gemeente bestaat uit de volgende veertien deelgemeenten (corregimiento):
1. Barrio Norte en Barrio Sur vormen samen Ciudad de Colón;
2. de Resto del Distrito wordt gevormd door Buena Vista, Cativá, Ciricito, Cristóbal, Escobal, Limón, Nueva Providencia, Puerto Pilón, Sabanitas, Salamanca, San Juan en Santa Rosa. In 2019 komt daar nog bij: Cristóbal Este,[3] een nieuwe deelgemeente.

## Geschiedenis
Colón is gesticht in 1850 als eindpunt van de Panama Railroad. Vanaf 1855, toen de spoorlijn gereed was, groeide Colón snel uit tot de belangrijkste havenstad van Panama aan de Caraïbische Zee. Tijdens de Colombiaanse Burgeroorlog werd een groot deel van de stad door brand verwoest (1885), maar spoedig weer herbouwd.
De stad moest het gedurende twee jaren zonder naam stellen. Amerikaanse immigranten duidden de stad vaak aan met de naam Aspinwall, naar een van de Amerikaanse arbeiders die bij de aanleg van de spoorlijn was omgekomen en die beschouwd wordt als een van de drie stichters van de stad. De Ladinos noemden de stad Colón, naar Christoffel Columbus.  Op 2 februari 1852 kreeg de stad officieel die naam. De disputen rond de naamgeving waren daarmee echter niet uit de wereld. De regering en de lokale bevolking hielden voet bij stuk voor wat betreft de naam Colón. Amerikanen bleven echter aandringen op de naam Aspinwall. Het compromis Aspinwall-Colón viel bij geen van de partijen in goede aarde. Pas toen de overheid verordonneerde dat  poststukken geadresseerd aan Aspinwall retour afzender moest worden gestuurd verdween deze naam uit het spraakgebruik.
Het eiland waarop de stad gebouwd is, kende in de negentiende eeuw veel moerassen, waardoor het leefklimaat in de stad zeer ongezond was. Veel inwoners leden aan gele koorts. In 1900 had de stad ongeveer 3000 inwoners. Dit bleef zo totdat rond de overgang van de negentiende naar de twintigste eeuw de Amerikaanse kolonel William Crawford Gorgas, die bekend is geworden vanwege zijn maatregelen ter bestrijding van gele koorts en malaria, de moerassen dempte en waterleidingen en rioleringen aanlegde. Rond 1915 legde een grote brand een deel van de stad opnieuw in de as, maar evenals bij de verwoesting van 1885 werd de stad spoedig weer herbouwd. 
Bij de vorming van de Panamakanaalzone bleef Colón onderdeel van Panama maar werd door de zone omsloten. Het was daardoor een enclave in de Panamakanaalzone, en een exclave van Panama. Door de bouw van het Panamakanaal groeide de bevolkingsomvang echter wel snel naar 31.200 inwoners in 1920. De vrijhandelszone die in 1953 werd ingesteld gaf een nieuwe groei impuls. Colón groeide uit tot de tweede stad van Panama. Een keerpunt in de groei en welvaart van de stad waren politieke rellen die in 1960 uitbraken waarbij ook het stadhuis verwoest werd. De rellen vormden het begin van de sociale en economische neergang van de stad, die zich doorzette gedurende de dictatuur van Manuel Noriega (1968-1989). Tegenwoordig is ongeveer 40% van de inwoners werkloos en leven velen beneden de armoedegrens. Criminaliteit en verslaving vormen belangrijke problemen voor de stad.

## Monumenten en musea
In het centrum van Colón staat een monument dat herinnert aan de drie mannen die als de stichters van de stad worden beschouwd: Aspinwall, Stephens en Chauncey. Zij vertegenwoordigen tevens de duizenden arbeiders die bij het werk aan de spoorlijn omkwamen.
Colón heeft verschillende musea:
- de oude grenspost bij Colón die in de Spaanse tijd gebruikt werd om slaven naar Amerika te brengen, is nu een museum, gewijd aan de slavenhandel en de geschiedenis en de cultuur van de zwarte Panamese bevolking, die in Colón tevens de grootste bevolkingsgroep is.
- de San Juan de Dios kerk, tegenwoordig ook Black Christ Church genoemd, is gewijd aan Johannes, de beschermheilige van de stad.

## Haven van Cristóbal
Tot de plaats Colón behoort ook de haven van Cristóbal. Dit is een belangrijke haven, strategisch aan het begin van het Panamakanaal. De haven heeft een oppervlakte van 143 hectare en telt 11 aanlegplaatsen voor schepen, waarvan twee speciaal ingericht voor containerschepen. In 2000 werd een speciale terminal voor cruiseschepen in gebruik genomen. De kade heeft een totale lengte van 3.750 meter en schepen met een maximale diepgang tot 14 meter kunnen aanmeren.  De haven heeft een aansluiting met de Panamaspoorweg waarover containers naar het zuiden worden vervoerd, naar de zusterhaven bij Balboa. Vanaf 1997 is de Panama Ports Company (PPC) de beheerder van de haven. In dat jaar verkreeg PPC een concessie voor een periode van 25 jaar voor het beheer van de haven. PPC maakt onderdeel uit van Hutchison Port Holdings. Aan de andere kant van de stad Colón liggen nog twee andere containerhavens, de Manzanillo International Terminal en Colon Container Terminal op de plaats van de oude Amerikaanse marinebasis Coco Solo.

## Geboren
- Billy Cobham (1944), Panamees-Amerikaans drummer
- Jorge Dely Valdés (1967), voetballer
- Julio Dely Valdés (1967), voetballer
- Roberto Moreno Salazar (1970), voetbalscheidsrechter
- Amílcar Henríquez (1983-2017), voetballer
- Irving Saladino (1983), verspringer